# Kengis
Kengis è una piccola comunità rurale nell'estremo nord della Svezia, molto vicina al confine finlandese.
Kengis fa parte della cittadina di Pajala, capoluogo del comune omonimo, nella contea di Norrbotten.